# Ánh sáng vô hình
Ánh sáng vô hình là cuốn tiểu thuyết về đề tài chiến tranh do nhà văn Mỹ Anthony Doerr chấp bút. Tác phẩm vinh dự được xướng tên cho giải Pulitzer dành cho tiểu thuyết giả tưởng năm 2015.
Lấy bối cảnh nước Pháp bị chiếm đóng trong chiến tranh thế giới thứ hai, cuốn tiểu thuyết xoay quanh một cô gái mù người Pháp và một chàng trai người Đức. Những tưởng cuộc đời họ là hai ngã rẽ riêng biệt nhưng đến cuối cùng, con đường của họ cũng giao nhau.

## Cốt truyện
Năm 1934, Marie-Laure LeBlanc, cô gái mù, 6 tuổi sống cùng cha là thợ khóa chính tại Bảo tàng Lịch sử Tự nhiên Paris. Tại đây, cô nghe những lời đồn thổi về một viên đá quyền năng giấu kín trong viện bảo tàng, thứ có thể giúp cho người nắm giữ nó có khả năng bất tử nhưng cái giá phải trả là sự bất hạnh sẽ xảy đến với những người xung quanh họ. Để phá bỏ lời nguyền, người nắm giữ phải trả viên đá về đại dương, nơi nó thuộc về. Trong khi đó, tại nước Đức xa xôi, cậu bé mồ côi 8 tuổi Werner Pfennig sống cùng em gái và những đứa trẻ khác ở một trại tế bần gần mỏ than trong thị trấn Zollverein. Một ngày nọ, cậu tìm được một chiếc điện đài hỏng và mò mẫm sửa chữa nó. Kể từ đó, cậu học tập khả năng sửa chữa các thiết bị điện tử, nuôi dưỡng từ những chương trình phát thanh khoa học không rõ nguồn gốc mà cậu và em gái nghe được từ chiếc điện đài của họ.
Khi Đức Quốc Xã xâm lược nước Pháp năm 1940, Marie-Laure cùng cha phải bỏ trốn đến một thành phố ven biển là Saint-Malo, nơi ông chú Etienne, một cựu chiến binh trong thế chiến thứ nhất, bị sang chấn bởi cái chết của anh trai ông, cũng là binh sĩ trong cuộc chiến, sinh sống. Trong khi đó, cha của Marie-Laure đang mang theo một trong ba bản sao của viên đá lửa biển truyền thuyết, thứ ông được giao phó nhằm tránh cho viên đá rơi vào tay quân Đức. Nhiều tháng sau, khi đang chế tác mô hình thu nhỏ thành phố Saint-Malo (thứ giúp con gái ông có thể dễ dàng phân biệt các con đường), ông bị bắt và đưa sang Đức. Trước khi đi, ông đã để viên đá lại trong chính chiếc mô hình tặng con gái mình. Thứ sau này khiến chính Marie-Laure gặp nguy hiểm. Kể từ đó, cô sống với ông chú của mình cùng bà Manec, một người hầu gái lâu đời của gia tộc trong căn nhà của ông. Trong khi đó, một sĩ quan người Đức, một kẻ thích săn tìm những viên đá quý đang săn lùng viên đá lửa biển. Hắn tin rằng viên đá có thể giúp hắn chữa khỏi căn bệnh ung thư quái ác đang gặm nhấm thân xác mình.
Ở Đức, tài năng sửa chữa của Werner giúp cho cậu có được một vị trí trong Học viện Chính trị quốc gia ở Schulpforta. Tại đây, cậu đã phát huy những năng lực tốt nhất trong việc chế tạo các thiết bị điện tử, đồng thời tâm trí cậu cũng dần hoài nghi về sự thật đằng sau chế độ mà cậu tôn sùng. Tuy nhiên, vì cáo buộc khai gian tuổi, cậu bị gửi ra tiền tuyến, nơi nhiệm vụ của cậu trở nên hết sức nặng nề khi phải dùng những phát minh của mình hòng dò dấu vết quân thù. Phải chứng kiến những hành động đẫm máu của đồng đội khiến cho lòng tin của cậu lung lay hơn bao giờ hết.
Trong lúc đó, ở nước Pháp bị chiếm đóng, bà Manec cùng những người bạn tiến hành kế hoạch kháng chiến. Kế hoạch được thực hiện trót lọt nhiều lần, nhưng rồi bà Manec lại qua đời trong một cơn bạo bệnh. Vì lẽ đó, Marie-Laure và ông chú Etienne phải tiếp tục công việc còn đang dang dở ấy. Họ truyền tin tức, thông báo và tín hiệu mật thông qua một hệ thống thông tin liên lạc đặc biệt kết nối với máy phát sóng trên mái nhà ông Etienne. Nhưng rồi, trớ trêu thay, chính Werner lại là người dò ra tín hiệu đó. Tuy nhiên, khi cậu dò được, máy phát lại đang bật bản thu âm Clair de lune, cùng chương trình phát thanh quen thuộc mà cậu nghe lúc nhỏ. Ký ức trong cậu ùa về và trong giây phút đấu tranh nội tâm quyết liệt, cậu đã quyết định không vạch trần họ.
Khi quân Đồng Minh oanh tạc Saint-Malo, Werner bị giam bên dưới đống đổ nát của một hầm trú ẩn. Tuyệt vọng, cậu loay hoay với những thiết bị có sẵn và chế tạo được một máy thu tín hiệu. Cũng trong lúc này, trên tòa nhà của ông Etienne, Marie-Laure đang bị tay sĩ quan săn lùng ráo riết, phải trốn lên gác mái. Trong cơn đói khát bủa vây, cô quyết định mở chiếc máy phát sóng và đọc nốt phần còn lại của quyển sách đang đọc dở Hai vạn dặm dưới đáy biển. Cô hy vọng nó sẽ truyền đến được ông chú của mình (ông đã bỏ đi và bị bắt tối hôm trước). Tình cờ, âm thanh của cô cùng tiếng kêu cứu sau đó truyền đến tai Werner. Cậu quyết định phải thoát khỏi đó và đến gặp cô.
Werner sau bao nỗ lực cũng thoát khỏi căn hầm đổ nát và đến nhà ông Etienne. Nơi đây, cậu gặp tay sĩ quan người Đức đang săn lùng viên đá. Sau một lúc chần chừ, cậu đã chính tay kết liễu sĩ quan cấp trên của mình. Cậu giải thoát cho Marie-Laure. Mặc dù chỉ gặp nhau trong khoảnh khắc ngắn ngủi, họ trở nên gắn kết với nhau như hai người thân thiết. Werner đã yêu cô. Và hai người cùng nắm tay nhau thoát khỏi căn nhà. Trên đường đi, Marie-Laure đã đem viên đá trả lại cho biển cả. Hai người sau đó bị chia cách khi cô được giải cứu bởi quân Đồng minh, còn Werner bị bắt và đưa đến trại tù binh chiến tranh do quân Mỹ kiểm soát. Cậu được xác nhận là đã chết khi một người lính đến báo tin về cái chết của cậu cho em gái cậu.
Ba mươi năm sau, đồng đội Werner, cựu binh Đức Volkheimer đến gặp Jutta, em gái cậu và trao lại những kỉ vật của cậu, trong đó có một mô hình ngôi nhà nơi đã cất giấu viên đá lửa biển mà Marie-Laure tặng cậu lúc hai người chia xa. Jutta mang kỉ vật ấy đến Đức và tìm gặp Marie-Laure, lúc bấy giờ đã là một nhà sinh vật học làm việc tại Bảo tàng Lịch sử Tự nhiên Paris. Cô trao lại kỉ vật cho chủ nhân của nó. Câu chuyện kết thúc vào năm 2014 khi Marie-Laure, lúc này đã 86 tuổi, đang đi dạo cùng với người cháu nội của mình trong một công viên ở thủ đô Paris.

## Nhân vật
- Marie-Laure LeBlanc – cô gái mù người Pháp, nhân vật chính
- Werner Pfennig – chàng trai mồ côi người Đức, rất giỏi về khoa học kĩ thuật, cũng là nhân vật chính
- Daniel LeBlanc – Thợ khóa chính tại Bảo tàng Lịch sử Tự nhiên Paris, bố của Marie-Laure
- Sergeant Major Reinhold von Rumpel – tay sĩ quan người Đức, kẻ truy lùng viên đá lửa biển
- Etienne LeBlanc – ông chú của Marie-Laure, sống ở Saint-Malo
- Madame Manec – hầu gái và là người giúp việc của ông Etienne
- Jutta Pfennig – em gái Werner
- Frau Elena – người chăm sóc Werner và bọn trẻ ở trại tế bần
- Hauptmann – giáo sư của Werner ở Học viện Chính trị Quốc gia
- Frederick – bạn của Werner ở Học viện Chính trị Quốc gia, có tâm hồn bay bổng
- Frank Volkheimer – bạn và đồng đội của Werner
- Neumann Một – đồng đội của Werner
- Neumann Hai – đồng đội của Werner

## Đánh giá
Ánh sáng vô hình đã nhận được vô số phản hồi tích cực. William T. Vollmann, viết cho The New York Times, đã tôn vinh phong cách viết và cách phát triển tuyến nhân vật, đặc biệt là nhân vật Marie-Laure, nhân vật theo ông "một sự sáng tạo đầy tinh xảo", nhưng ông cũng đồng thời không hài lòng về cách viết rập khuôn về Chủ nghĩa Quốc xã, cụ thể là những nhận thức quá phiến diện về Frederick và von Rumpel. Ngược lại, Carmen Callil, trong bài review cho tạp chí The Guardian đã nhận xét "những chương về thời đi học của Werner... là những đoạn xuất sắc nhất trong cuốn sách". Mặc dù khá hài lòng về những mô tả rất tỉ mỉ của Doerr, bà vẫn cảm thấy cuốn sách có phần dài dòng và mang nặng ngôn từ của Mỹ.
Trong bài review cho The Boston Globe, John Freeman cũng dành sự khen ngợi về những nỗ lực của Doerr. Theo đó, phần ngôn từ rất "tươi mới" và "những chi tiết đơn giản được làm nổi bật lên để câu chuyện có nhiều vấn đề để nói". Amanda Vaill, trong bài phê bình cho tờ Washington Post, đã ngưỡng mộ cách cuốn sách "được kể một cách mê đắm, lối viết hoa mỹ, giàu cảm xúc khiến nhiều độc giả phải rơi nước mắt nhưng không quá sướt mướt", bà cũng nói thêm "Mỗi mảnh ký ức lột tả những thông điệp nổi bật, đáng chú ý, cứ như vậy đến khi chiếc hộp câu đố vén lên hết những bí mật bên lề để lộ những chi tiết quý báu nằm sâu bên trong."
Chủ trang web World Socialist Leah Jeresova cũng tôn vinh Doerr trong việc "hướng đến sự thấu cảm của con người" nhưng cũng không quên nhắc tới "thiếu sót lớn nhất trong các tác phẩm của Doerr là ông không giỏi trong việc phân tích gốc rễ của thảm họa thế chiến"
Với việc có mặt trong danh sách bán chạy 130 tuần liên tiếp, tờ New York Times đã điền tên Ánh sáng vô hình vào danh sách một trong mười quyển sách nổi bật của năm. Nó cũng được đề cử một giải trong Giải thưởng Sách quốc gia Mỹ, nhưng cuối cùng để vuột giải thưởng về tay Redeployment của Phil Klay. Tuy nhiên, đổi lại, doanh số bán lẻ đã tăng lên gấp ba sau đó.
Quyển sách đã giành Giải Pulitzer cho tác phẩm hư cấu năm 2015 và cùng thời gian, nó cũng đoạt giải Andrew Carnegie cho tác phẩm hư cấu.
Quyển sách cũng về nhì ở hạng mục tác phẩm hư cấu của Giải Dayton Literary Peace và chiến thắng ở Ohioana Library Association cho cùng hạng mục.